# Florens Bernhard von der Schulenburg
Florens Bernhard von der Schulenburg (* 22. Januar 1826 in Priemern; † 9. Oktober 1900 in Ballenstedt) war ein deutscher Rittergutsbesitzer, Hofbeamter und Parlamentarier.

## Leben
Florens Bernhard von der Schulenburg war der jüngste Sohn des preußischen Landrats Leopold Wilhelm von der Schulenburg (1772–1838) und Juliane von Kirchbach (1785–1873).
Schulenburg studierte an der Ruprecht-Karls-Universität Heidelberg und der Friedrich-Wilhelms-Universität Berlin. 1846 wurde er Mitglied des Corps Guestphalia Heidelberg. Nach dem Studium bewirtschaftete er von 1852 bis 1887 seine Güter. Anschließend lebte er als Privatier. Er war Herzoglich anhaltischer Kammerherr. In der Preußischen Armee erreichte er den Dienstgrad Rittmeister.
Von 1889 bis 1893 saß Schulenburg als Abgeordneter des Wahlkreises Potsdam 9 (Teltow, Beeskow-Storkow, Stadtkreis Charlottenburg) im Preußischen Abgeordnetenhaus. Er gehörte der Fraktion der Konservativen Partei an.